# Lodovico Zuccolo (écrivain)
Pour les articles homonymes, voir Zuccolo.
Lodovico Zuccolo, littérateur italien, (1568-1630), né à Faenza, dans la Romagne, d'une famille patricienne.

## Biographie
Il passa la plus grande partie de sa vie à la cour des ducs d'Urbino et se concilia par ses talents l'amitié des hommes les plus distingués de son temps. Il est auteur de plusieurs ouvrages de littérature et de philosophie morale, dont le P. Mittarelli donne la liste complète dans la dissertation De litteratura faventina p. 91.

## Œuvres principales
- II Gradenigo, dialogo contro a l'amor platonico e intorno a quello del Petrarcha, Bologne, 1608, in-8 ;
- Dialoghi ne' quali si scuoprono vari pensieri filosofici morali e politici, Pérouse, 1615, in-8 ; Venise, 1625, in-40. La première édition ne contient que sept dialogues. Quoique la seconde en renferme quinze, on n'y trouve cependant pas tous ceux de la première ; en sorte qu'il est bon de les réunir toutes les deux.
- Considerazioni politiche e morali, Venise, et 1623, in-4 ;
- Discorso delle ragioni del numero del verso italiano, ibid., 1623, in-4. Dans ce discours, il blâme Claudio Tolomei d'avoir essayé d'introduire l'hexamètre et le pentamètre dans la versification italienne.
- Nobiltà commune ed eroica, ibid., 1625, in-4.